# Cairo Road

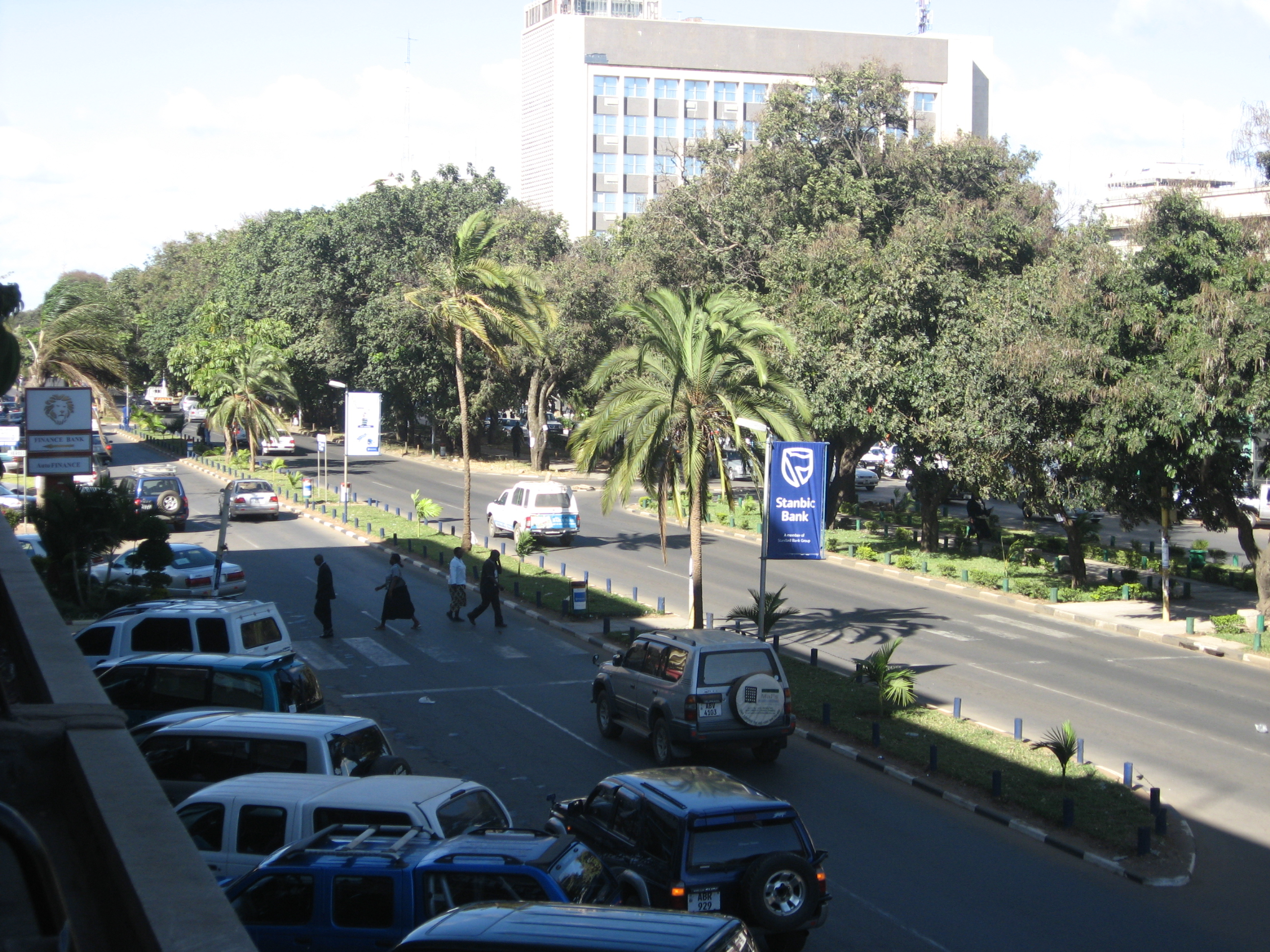
Cairo Road (2010) im Stadtzentrum von Lusaka

Die Cairo Road ist eine Durchgangsstraße in Nord-Süd-Richtung in der sambischen Hauptstadt Lusaka. Sie erstreckt sich als Teil der Nationalstraße T2 auf etwa 1,8 km Länge im zentralen Geschäftsviertel. An ihrem nördlichen Ende geht sie am Kabwe-Kreisverkehr in die Great North Road und im Süden am Kafue- (oder Southend) Kreisverkehr in die Kafue Road über.
Zu Beginn des 20. Jahrhunderts angelegt, gehört die Cairo Road heute zu den am meisten befahrenen Straßen Lusakas. Entlang der Verkehrsader befinden sich mehrere Hotels, Banken, die Hauptpost sowie zahlreiche Einzelhandelsgeschäfte und Läden größerer Handelsketten.

## Geschichte
Die Entstehung der Cairo Road ist eng mit der stadtgeschichtlichen Entwicklung Lusakas während der britischen Kolonialzeit im frühen 20. Jahrhundert verknüpft. Ursprünglich befand sich auf dem Gebiet der heutigen Metropole eine dörfliche Ansiedlung unter dem lokalen Chief Lusakas/Lusakaas, der der späteren Stadt ihren Namen gab.
Nach 1900 wurde der Eisenbahnbau im damaligen Nordteil Rhodesiens (seit 1890 britische Kolonie) unter der Administration der British South Africa Company (BSAC) forciert. Die wirtschaftlich bedeutende Transportachse führte daher seit 1906 nun durchgängig von den Victoriafällen bis in den heutigen Kupfergürtel Sambias durch das Dorf Lusaka. Nach Plänen der Kolonialmacht sollte eine Eisenbahnlinie Ägypten mit der Kapkolonie durchgängig auf britisch beherrschtem Gebiet verbinden.
Die ländliche Siedlung erlebte in den Folgejahren einen ökonomischen und demografischen Aufschwung, insbesondere als die Kupfererzförderung im seit 1911 ausgegliederten Nordrhodesien ab den 1920er-Jahren industrielle Größenordnungen erreichte. Zudem plante die Kolonialverwaltung, ihren Sitz von Livingstone in diese strategisch und klimatisch günstigere Region zu verlegen.
Somit entwickelte sich Lusaka auch abseits der eigentlichen Eisenbahnstrecke zu einem bedeutenden Handelsplatz. Ab den 1920er-Jahren erhielten die unbefestigten Straßen der wachsenden Stadt ihre ersten Namen. Die neben der Bahnlinie verlaufende Piste, die bis dato „Front Street“ hieß, wurde in Anlehnung an die koloniale Raumplanung der Achse „Cape to Cairo“ auch für den motorisierten Verkehr in Cairo Road umbenannt. Weder das Bahn- noch das Straßenbauprojekt durch den afrikanischen Kontinent wurden vor dem Ende der britischen Kolonialherrschaft abgeschlossen.
Mit der Verlegung der Hauptstadt Nordrhodesiens im Jahr 1935 von Livingstone im Süden nach Lusaka etablierte sich die Stadt als politisches Zentrum und logistische Schnittstelle zwischen den Hauptfernstraßen, der Great North Road und Great East Road. Die Cairo Road fungierte von nun an auch als Trennlinie zwischen den schnell wachsenden Siedlungen der einheimischen Arbeitskräfte im Westen und der Grundstücke der Mittel- und Oberschicht im Osten Lusakas. Dieser grundsätzliche Charakter hat sich bis in die Gegenwart erhalten: Westlich der Cairo Road befinden sich die heutigen „Compounds“, Wohngebiete mit unzureichender Infrastruktur (Slums) und östlich die begrünten Viertel, die Lusaka ihren Beinamen „Garden City“ verliehen.

## Heutiges Erscheinungsbild
Die Cairo Road bildet heute eine zentrale Verkehrsachse Lusakas und eine der Hauptdurchgangsstraßen zwischen den südlichen Landesteilen sowie den Städten des Kupfergürtels im Norden. Der Güterverkehr nutzt jedoch die westlich angelegte, nahezu parallel verlaufende Lumumba Road zur Umfahrung der Cairo Road.

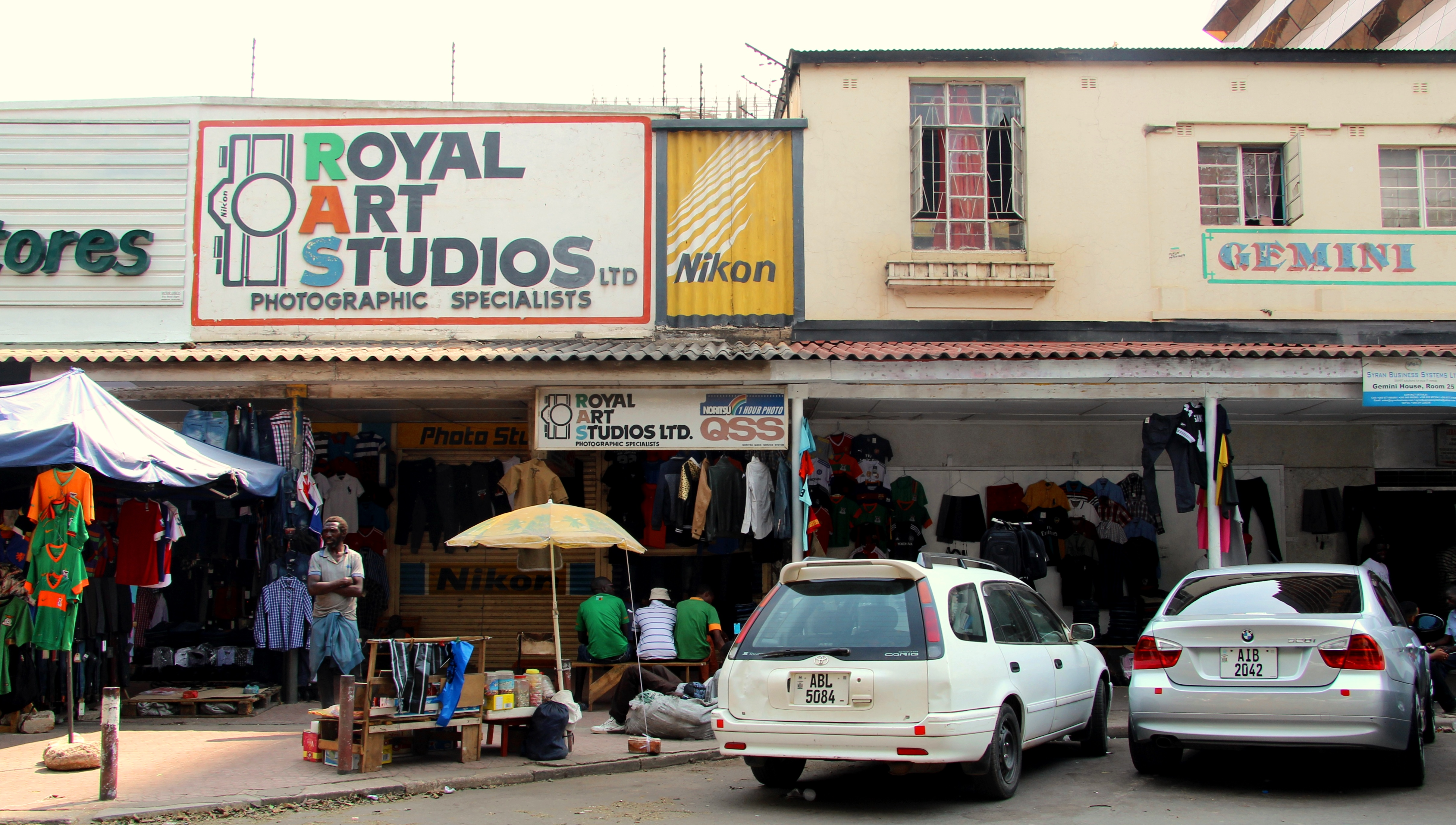
Geschäftszeile auf der Cairo Road

Begrenzt wird die Cairo Road an ihrem nördlichen und südlichen Ende von jeweils zwei Kreisverkehren. Zwischen diesen ist die Straße dreispurig samt einzelnen Wendestellen mit einem Grünstreifen und Fußweg in der Mitte ausgebaut. Zudem bestehen an beiden Seiten zusätzliche Zufahrtswege zu den Gebäuden mit entsprechenden Parkplätzen.
Durch das rasche Wachstum Lusakas sowie die voranschreitende Urbanisierung und Motorisierung kommt es trotz der Umleitung des Güterverkehrs auch auf der Cairo Road sehr häufig zu einem hohen Verkehrsaufkommen sowie erheblicher Staubildung.
Flankiert wird die Cairo Road beiderseits von diversen Gebäuden, die vornehmlich Discountgeschäfte sowie solche des täglichen Bedarfs, Fast-Food-Restaurants, Buchhandlungen, die Tourismusbehörde und Wechselstuben beherbergen. Daneben befinden sich bedeutende nationale und regionale Banken sowie zahlreiche Büros vornehmlich in Hochhäusern aus den 1970er-Jahren auf der Cairo Road. An ihrem nördlichen Ende liegt die Hauptfiliale der sambischen Post.
Vor den westlich gelegenen Compounds haben sich entlang der Parallelstraßen Cha Cha Cha Road, Freedom Way und Lumumba Road zahlreiche Geschäfte für Elektro-, Haushalts-, Textil- und Handwerksbedarf sowie die großen Märkte Lusakas angesiedelt.

## Bedeutende Gebäude

### Lusaka Hotel
Das Lusaka Hotel ist die älteste noch bestehende Herberge der Stadt und geht auf das kanadische Ehepaar Councell zurück. Als das Stadtgebiet von Lusaka stark zu expandieren begann, investierten die Einwanderer aus Übersee in die bis dato in Nordrhodesien kaum vorhandene Hotelwirtschaft.
Durch die Ansiedlung von Arbeitern sowie den Bau wichtiger städtischer Einrichtungen wie des ersten Krankenhauses und von Banken in den 1910er- und 1920er-Jahren entstand eine entsprechende Nachfrage nach kommerziellen Übernachtungsmöglichkeiten.
Das Lusaka Hotel öffnete daher bereits im Jahr 1914 seine Pforten und bot auch den Arbeitskräften, die im Jahr 1921 die ersten Flammenbäume zur Begrünung der Cairo Road pflanzten eine Bleibe. Fünf Jahre später wurde das einstöckige Hotel um eine zweite Etage erweitert. In der jüngsten Vergangenheit fanden Modernisierungsarbeiten samt Anlage eines Swimming Pools statt.

### Findeco House
Wie in anderen jungen afrikanischen Nationalstaaten, fand auch im Sambia der 1960er- und 1970er-Jahre der Architekturstil des Brutalismus Eingang in die optische Modernisierung der Städte. Dazu zählt beispielsweise der Bau der noch heute bestehenden Universität von Sambia im Nordosten Lusakas ab 1965.
Mit den steigenden Kupferexporten der frühen 1970er-Jahre entstanden weitere Gebäude in brutalistischer Manier entlang der Cairo Road, unter anderem das Findeco House an der Ecke Independence Avenue. Von jugoslawischen Architekten entworfen, ist der zwischen 1971 und 1979 errichtete Komplex mit etwa 90 Metern Höhe und 23 Stockwerken auch heute noch ein markantes Hochhaus im Stadtzentrum Lusakas und zugleich Sambias höchstes Gebäude.
Ursprünglich befand sich das Findeco House im Besitz der namensgebenden Finance Development Corporation, einer staatlichen Institution, der die finanzielle Organisation des Kupferhandels oblag.
Gegenwärtig wird das Gebäude durch die National Housing Authority (NHA) betrieben und vor allem von Büros und Einzelhändlern genutzt. Seit dem Jahr 2011 stehen Pläne im Raum, das Findeco House im Rahmen einer Public Private Partnership (PPP) umfassend zu sanieren.